# Dodge Stratus
Dodge Stratus é um carro de tamanho médio que foi introduzido pela Dodge em fevereiro de 1995 e foi baseado no sedan de quatro portas da plataforma Chrysler JA. O Stratus, o Plymouth Breeze e o Chrysler Cirrus estiveram todos na lista dos dez melhores da revista Car and Driver em 1996 e 1997. Recebeu aclamação da crítica no lançamento, mas as classificações caíram com o tempo. Uma versão atualizada do Stratus foi introduzida para 2001, com o Cirrus sendo renomeado como Chrysler Sebring, e um modelo coupé também foi adicionado a série. No entanto, a produção terminou na planta de montagem da Sterling Heights no início de 2006, que havia construído 1.308.123 Stratus e Sebrings desde 2000. No Brasil, as primeira unidades chegaram por importação independente até 1996, quando a Chrysler começou a importa-lo oficialmente até 2000, com o nome de Chrysler Stratus, alterando esse nome posteriormente para Chrysler Sebring, e sendo importado entre os anos de 2001 e 2003.

## Galeria
- Primeira geração (1995-2000)
- Segunda geração (2001-2006)